# MiqueletsTV
MiqueletsTV (amb emissions addicionals com a AlmogàversTV) és un canal de contingut audiovisual infantil i juvenil en català, que retransmet com a usuari a través de la plataforma de flux de dades multimèdia estatunidenca Twitch. És gestionat per un equip de treball anònim i fou creat el setembre de 2020 com a reivindicació per la manca d'accés públic a continguts multimèdia en llengua catalana. La seua finalitat és la normalització lingüística del català en l'entreteniment del públic jove i de famílies amb quitxalla.

## Audiències i contingut
El canal pren el nom dels miquelets, les milícies armades catalanes del segle xvii que foren creades amb l'objectiu de frenar la invasió castellana de Felip IV durant la Guerra dels Segadors. Té una mitjana d'audiència de 200 espectadors únics diaris —una xifra que incrementa notablement els caps de setmana. El seu públic potencial comprèn la franja d'edat entre els 20 i els 35 anys, per bé que és considerat també un públic familiar ateses les pel·lícules i sèries d'animació, ficció, anime i manga doblades al català i no disponibles al mercat que s'hi retransmeten.
Diverses de les sèries que hi han estat emeses són Doctor Slump, Bobobo, Death Note, One Piece, Inuyasha, Les aventures de Tintin, Patates i Dracs, Sailor Moon, Shin-chan o Skins, combinades amb pel·lícules com ara la saga Harry Potter. L'equip que gestiona el canal té diversos col·laboradors que els proporcionen les còpies digitals de l'antiga circulació televisiva als canals Super3, 3XL o Canal Nou.

## Propietat intel·lectual
MiqueletsTV ha estat bloquejat en reiterades ocasions dins la plataforma Twitch, ateses les denúncies internes a la plataforma per l'ús de material sense consentiment de les productores i distribuïdores. En diverses emissions alternatives amb el canal principal bloquejat, ha emprat l'àlies d'AlmogàversTV. Els seus creadors són coneixedors de la vulneració de la propietat intel·lectual i el caràcter de pirateria digital del canal.
Malgrat els bans que se li han aplicat a Twitch, l'equip que gestiona el projecte defensa la seua existència i reincidència com a justificada, atès el seu rerefons de rèplica ciutadana i «de necessitat social i lingüística» davant la pèrdua de consum televisiu d'oci i d'animació en català. N'apel·la a la continuïtat per tal de revertir i alleujar la dificultat de moltes famílies per oferir productes televisius de qualitat en llengua pròpia a la seva canalla. Consideren que l'aparició de canals com MiqueletsTV esdevé l'única alternativa autogestionada capaç d'arribar al públic generalista davant la progressiva pèrdua d'inversió, renovació i qualitat dels canals històrics de la Corporació Catalana de Mitjans Audiovisuals (CCMA) i d'altres consorcis audiovisuals públics catalanoparlants amb missió de cura lingüística, especialment el Super3 i el 3XL (el darrer desaparegut l'any 2012).
La seua presència va contribuir a revifar el debat sobre l'entreteniment digital en català i el futur de la seua transmissió intergeneracional arreu dels Països Catalans l'any 2021.

## Llegat
Arrel del tancament definitiu de MiqueletsTV, aparegueren diverses alternatives que proseguiren la seva tasca de normalització lingüística i entreteniment en català. El primer fou BotiflersTV, als pocs dies del tancament de MiqueletsTV, amb un format similar al del seu predecessor, que començà a emetre des del migdia fins a la nit i actualment ho fa a partir de la tarda. Despertaferro_TV aparegué al maig de 2021 oferint una programació de cinema en català per la promoció i reivindicació de la llengua i el doblatge. Recentment han aparegut altres canals d'animació japonesa en català com animecatalà o 80spuntcat.
El 3 de setembre de 2021 Despertaferro_TV esdevení el primer canal en transmetre de forma legal a través de la plataforma Twitch una pel·lícula en català (Al sostre del món) i el 8 de setembre transmeté, també de forma legal, Fritzi, una història revolucionaria, havent arribat a un acord amb la distribuidora Pack Màgic per ambdues.